# Craspedosis funebris
Craspedosis funebris är en fjärilsart som beskrevs av Felder 1874. Craspedosis funebris ingår i släktet Craspedosis och familjen mätare. Inga underarter finns listade i Catalogue of Life.